# محارب (فلم 2011)
محارب (بالإنجليزية: Warrior) هو فيلم درامي رياضي أمريكي من إخراج جافين اوكونور، وبطولة جويل إجيرتون، توم هاردي ونيك نولتي. صدر الفيلم في 9 سبتمبر 2011. لاقى الفيلم مراجهات أيجابية من معظم النقاد، وترشح نيك نولتي لجائزة الأوسكار لأفضل ممثل مساعد

## القصة
تدور أحداث الفيلم في إطار درامي حيث الابن الأصغر (هاردي) الملاكم الذي يعود إلى أرض وطنه ويتدرب على يد والده الذي كان مدمنا على الكحول والذي كان يسيء لعائلته ( طومي وجيرتون وأمهما ) للدخول في المنافسة الكبيرة ببطولة كبرى الفنون القتالية قيمتها 5 ملايين دولار وإذا به يجد نفسه ضد شقيقه الأكبر (جيرتون) الذي هو أستاذ فيزيائيا مفلسا يحتاج للمال في زاوية تصادم.

## طاقم التمثيل
- توم هاردي بدور تومي كونلون، شاب هارب من أحد الحروب بسبب خسارته لأحد أعز اصدقائه والذي يعول زوجة وطفلين، وعدهم تومي بأن يعوضهم وأن يدعمهم بما يحتاجونه من أموال.
- جويل إجيرتون بدور براندون كونلون، معلم فيزياء -مقاتل سابق- ولظروف مالية يهدده البنك بأنه سيأخذ منزله إن لم يسدد ما عليه خلال 90 يوما. يبدأ بخوض نزالات في أماكن خاصة للكسب منها، وعندما علمت بذلك إدارة المدرسة قامت بفصله.
- نيك نولتي بدور كولن كونلون، والد تومي وبراندون، مدمن كحول متعافي، إنقطعت علاقته معهما منذ فترة طويلة بسبب مشاكل حدثت في الماضي وكان إدمانه للكحول أحد أسبابها.
- جنيفر موريسون بدور تيس كونلون، زوجة براندون.
- فرانك جريلو بدور فرانك كامبانا، صديق براندون ومدربه.

## الإستقبال النقدي
قوبل الفيلم باستحسان كبير، حيث مدح الكثير أداء الممثلين ومشاهد القتال والتصوير السينمائي والموسيقى. وفقًا لموقع الطماطم الفاسدة، فإن 83 بالمئة من النقاد أعطوا للفيلم مراجعات جيدة مع نتيجة متوسطة هي 7.3 من 10 بناءً على 174 مراجعة. وللفيلم نتيجة 71 بالمئة على موقع ميتاكريتيك بناءً على 35 مراجعة. الناقد في موقع فرايتي جو ليدون كتب: «تمكن أوكونور من سحب أداء قوي من أبطال الفيلم الثلاثة، وحصل على عمل من الدرجة الأولى من الممثلين المساعدين، حافظ على الدراما والتركيز على الرغم من ضبابية بعض تفاصيل الحبكة».

## وصلات خارجية
- مقالات تستعمل روابط فنية بلا صلة مع ويكي بيانات